# اریک پرشون
اریک پرشون (سوئدی: Erik Persson; ۱۹ نوامبر ۱۹۰۹ – ۱ فوریهٔ ۱۹۸۹) بازیکن فوتبال اهل سوئد بود.
از باشگاه‌هایی که در آن بازی کرده‌است می‌توان به باشگاه فوتبال ای‌آی‌کی اشاره کرد.
وی همچنین در تیم ملی فوتبال سوئد بازی کرده‌است.